# Amoraim
1. Zugot
2. Tannaim
3. Amoraim
4. Savoraim
5. Gaonim
6. Rishonim
7. Acharonim

Amoraim (plur. אמוראים, sing. Amora - אמורא; in aramaico: "coloro che dicono" o "coloro che parlano sul popolo", o "portavoce/interpreti"), erano rinomati studiosi ebrei che "discutevano" o "ponderavano" gli insegnamenti della Legge orale, dal 200 al 500 circa in Babilonia e la Terra di Israele. Le loro discussioni legali e i loro dibattiti vennero alla fine codificati nella Gemara. Gli Amoraim seguirono i Tannaim nella sequenza di antichi studiosi ebraici. I Tannaim furono i trasmettitori diretti della tradizione orale non codificata; gli Amoraim esaminavano e chiarificavano la legge orale dopo la sua codificazione iniziale.

## Storia
Durante il periodo degli Amoraim il centro di studio della Torah in Terra d'Israele si trovava inizialmente a Zippori, situata nella Galilea meridionale e successivamente in Cesarea, per poi infine spostarsi a Tiberiade. Nella Babilonia invece, il centro principale di studio era la Yeshivah di Sura, per poi spostarsi a Pumbedita prima e a Nehardea poi. Gli Amoraim della Babilonia e della Terra d'Israele mantenevano contatti tra di loro mediante l'invio di rabbini (che fungevano da messaggeri) delle rispettive scuole, confrontandosi così su problematiche relative al come fissare e applicare la legge ebraica, sulla base della tradizione ricevuta (Torah Orale).
Da questi due centri di studio (della Babilonia e della Terra d'Israele) provengono le due opere che racchiudono la raccolta delle discussioni rabbiniche del periodo degli Amoraim. Le due opere sono appunto: il Talmud Babilonese e il Talmud di Gerusalemme.

## Generazioni
Il periodo Talmudico viene suddiviso in, cinque generazioni per ciò che riguarda gli Amoraim della Terra d'Israele, mentre in otto generazioni per quelli della Babilonia. Questa differenza risiede nel fatto che la redazione (ovvero il completamento) del Talmud Babilonese avvenne in un tempo successivo rispetto a quella del Talmud di Gerusalemme e pertanto la stesura si protrasse per un tempo più lungo.
Vengono di seguito elencati alcuni tra gli Amoraim più importanti che compaiono nel Talmud:

### Amoraimdella Terra d'Israele
- Prima generazione (fino all'anno 250 E.V.)
  - Rabbì Yehudah (II) Nesià
  - Rabbì Yannai di Akbara
  - Rabbì Hoshaiah di Zippori e Cesarea
  - Rabbì Efes Ha-Dromì (del sud)
  - Rabbì Yehoshua ben Levì di Lod
- Seconda generazione (fino all'anno 280 E.V.)
  - Rabbì Yohanan bar Nappaha
  - Resh Lakish (Rabbì Shimon ben Lakish)
  - Rabbì Eleazar ben Pedat
- Terza generazione (fino all'anno 310 E.V.)
  - Rabbì Ammì
  - Rabbì Assi
  - Rabbì Abbahu
  - Rabba bar-bar Channa
  - Yehudah (III) Hannassì
  - Ulla
  - Channina bar Pappa
  - Rabbi Žeira
  - Rabbì Itzchak Hatushia
- Quarta generazione (fino all'anno 340 E.V.)
  - Rabbì Jeremiah (III)
  - Rabbì Acha bar Channina
  - Rabbì Jonah
- Quinta generazione (fino all'anno 380 E.V.)
  - Rabbì Tanchuma
  - Rabbì Berechyah
  - Rabbì Manà (II) figlio di Rabbì Jonah
  - Rabbì Yosè figlio di Rabbì Bun

### -Amoraimdella Babilonia
- PRIMA GENERAZIONE (fino all'anno 250 E.V.)
  - Rav - discepolo di Rabbì Yehudah Hanassì
  - Shmuel - altro discepolo di Rabbì Yehudah Hanassì e capo della Yeshivah di Nehardea
  - Rav Shela
  - Rav Cana (I) - il quale era anche un cohen
  - Rav Assi
- SECONDA GENERAZIONE (fino all'anno 280 E.V.)
  - Rav Huna - capo della Yeshivah di Sura
  - Rav Yehudah figlio di Yechzkiel
- TERZA GENERAZIONE (fino all'anno 310 E.V.)
  - Rav Chisda - capo della Yeshivah di Sura
  - Rabba bar Rav Huna - capo della Yeshivah di Sura
  - Rav Sheshet
  - Rabba
  - Rav Yosef
  - Rav Nachman
  - Rami bar Chama
- QUARTA GENERAZIONE (fino all'anno 340 E.V.)
  - Abbaye - capo della Yeshivah di Pumbedita
  - Rava - capo della Yeshivah di Mahoza
  - Hillel (II) Hanassì
- QUINTA GENERAZIONE (fino all'anno 380 E.V.)
  - Rav Nachman bar Itzchak
  - Rav Pappa
  - Rav Cana (II) di Pum-Nahara
- SESTA GENERAZIONE (fino all'anno 430 E.V.)
  - Rav Ashi - capo della Yeshivah di Sura
  - Ravina (I)
  - Mar Žutra
- SETTIMA E OTTAVA GENERAZIONE (fino all'anno 500 E.V.)
  - Mar bar Rav Ashi
  - Rabba Tosefah
  - Ravina (II)